# هيو كاثكارت تومسون
هيو كاثكارت تومسون (بالإنجليزية: Hugh Cathcart Thompson)‏ هو مهندس معماري أمريكي، ولد في 1829، وتوفي في 1919.